# Шиндяйкин, Павел Семёнович
Павел Семёнович Шиндяйкин (р. 1945, Горький) — российский художник, витражист, преподаватель. Оформил витражами ряд объектов в Нижнем Новгороде, в том числе станцию метро «Ленинская». Член Союза художников РФ (1997). Заслуженный работник культуры (и/или заслуженный деятель науки). В 1966 году закончил ГХУ, затем учился во Львове. Провёл несколько персональных выставок в Нижнем Новгороде. В 2000—2006 годах был директором НХУ. Есть дочь.